# Notre-Dame-de-Livaye
Notre-Dame-de-Livaye (nɔ.tʁə.dam.də.li.vɛⓘ) es una población y comuna francesa, situada en la región de Baja Normandía, departamento de Calvados, en el distrito de Lisieux y cantón de Mézidon-Canon.

## Demografía
| 93 | 107 | 107 | 109 | 125 | 130 |
| Para los censos de 1962 a 1999 la población legal corresponde a la población sin duplicidades (Fuente: INSEE [Consultar]) |     |     |     |     |     |